# Galeria Macierzy Serbskiej
Galeria Macierzy Serbskiej (serb. Galerija Matice Srpske, zapis w cyrylicy Галерија Матице Српске) – jedna z największych i najstarszych galerii sztuki w Serbii. Znajduje się w zabytkowej dzielnicy Nowego Sadu, obok Muzeum Kolekcji Pamięci Pawła Beljańskiego.
Galeria powstała w 1847 roku, między innymi dzięki dotacjom i darowiznom. Od 1958 działa jako niezależna instytucja. W 1979 budynek galerii został ogłoszony Zabytkiem Kultury o Wielkim Znaczeniu. Ekspozycja w galerii składa się w większości z obrazów i dzieł ze wszystkich okresów serbskiej historii sztuki.

## Galeria

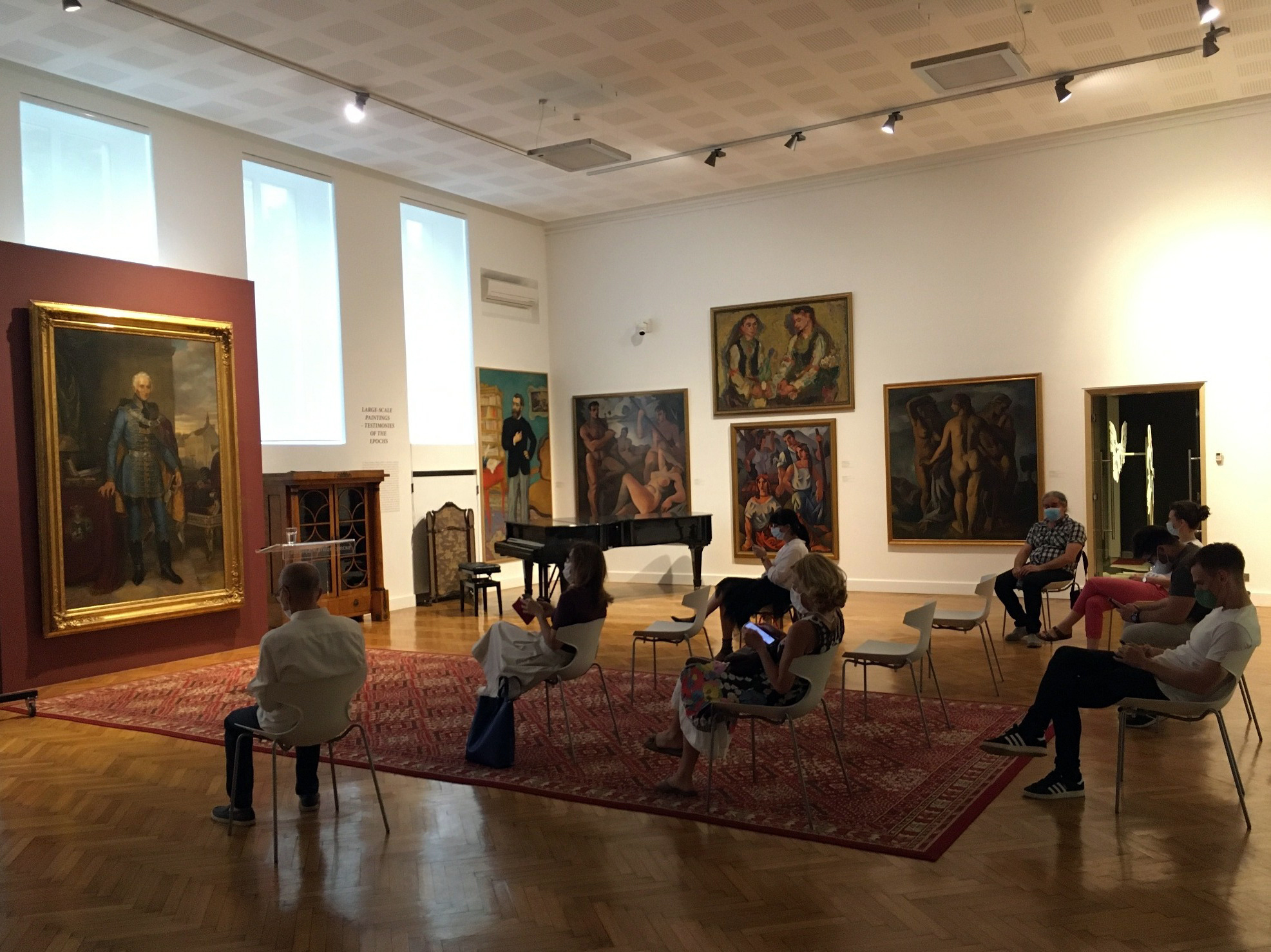
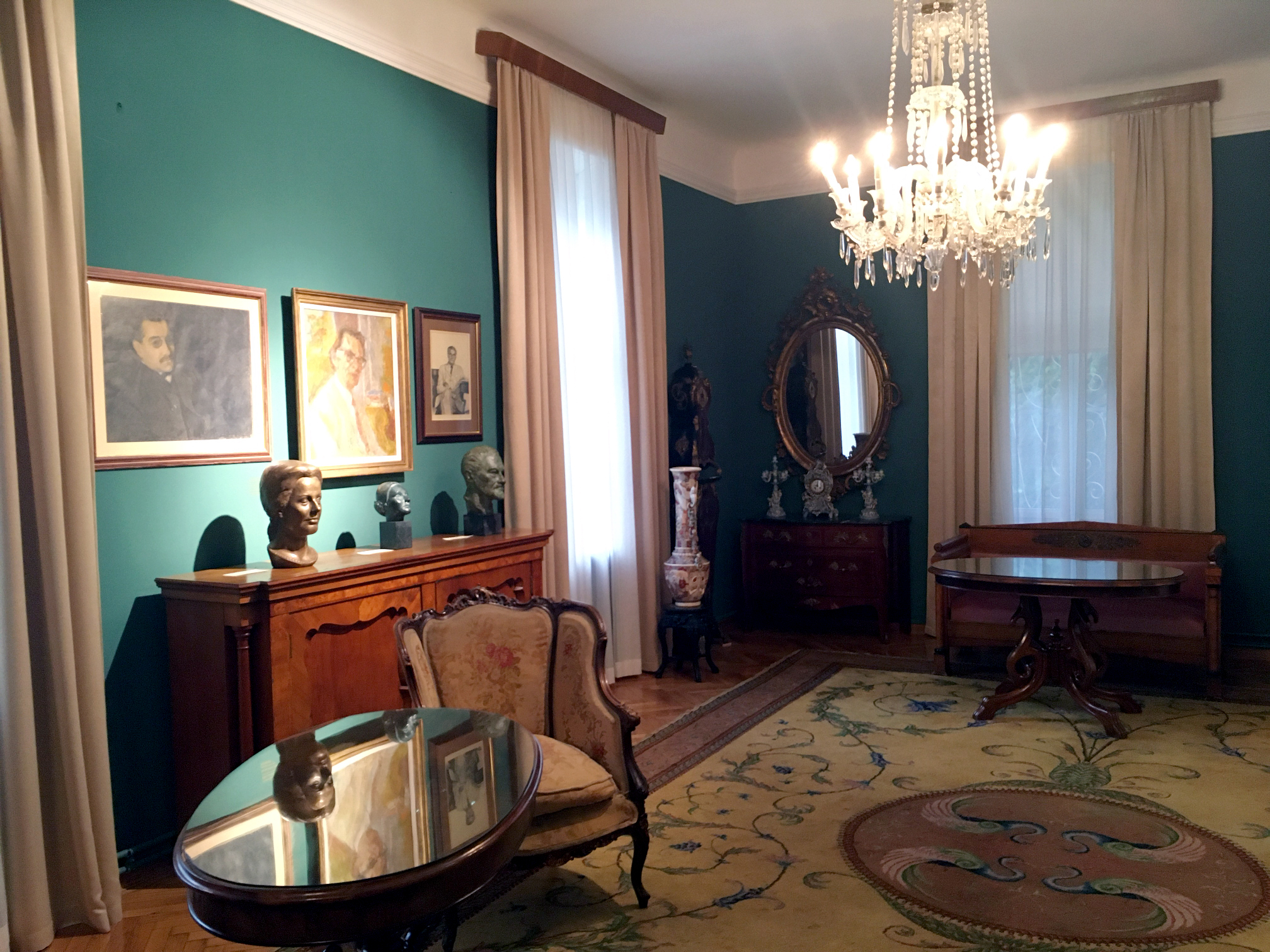
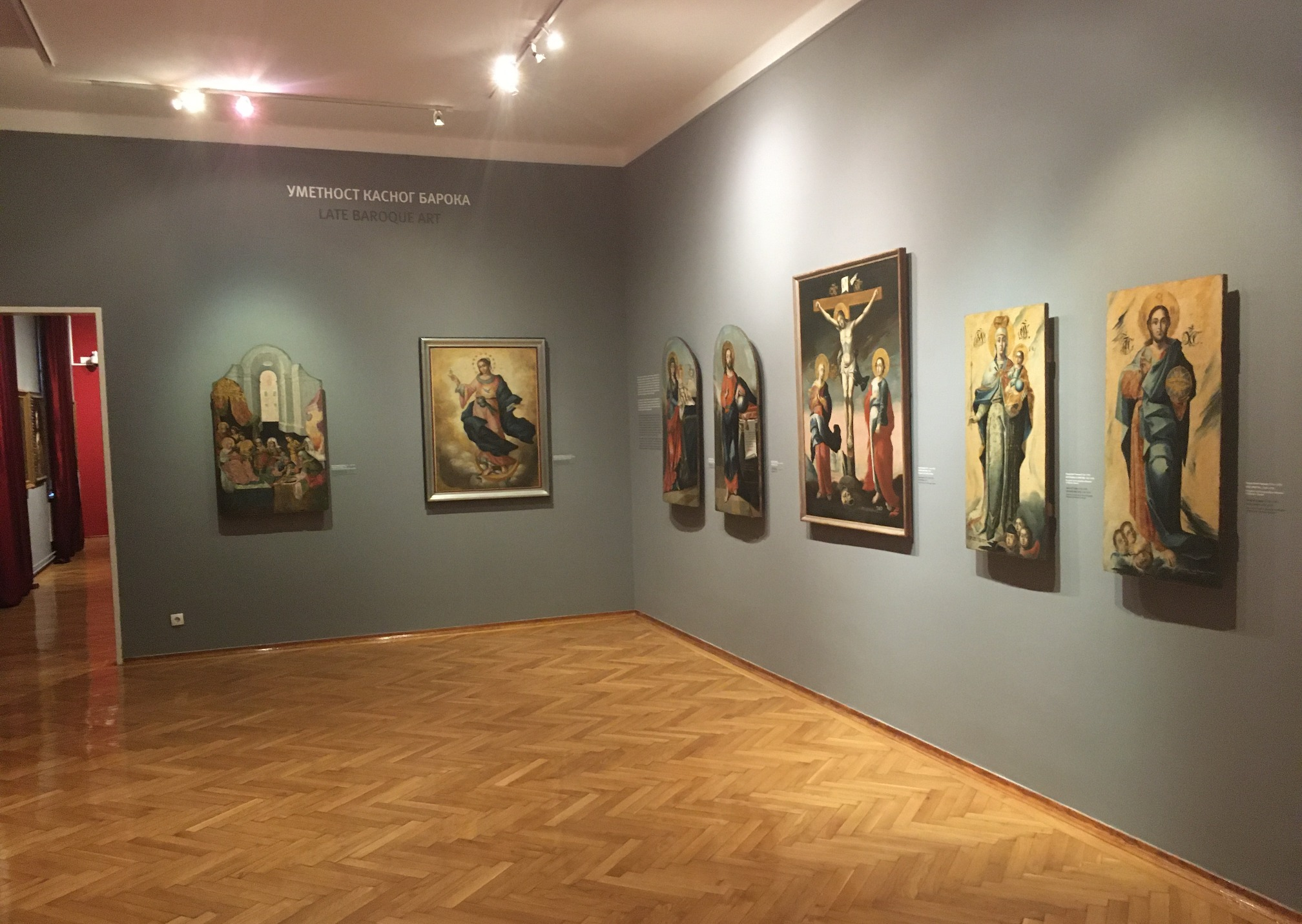
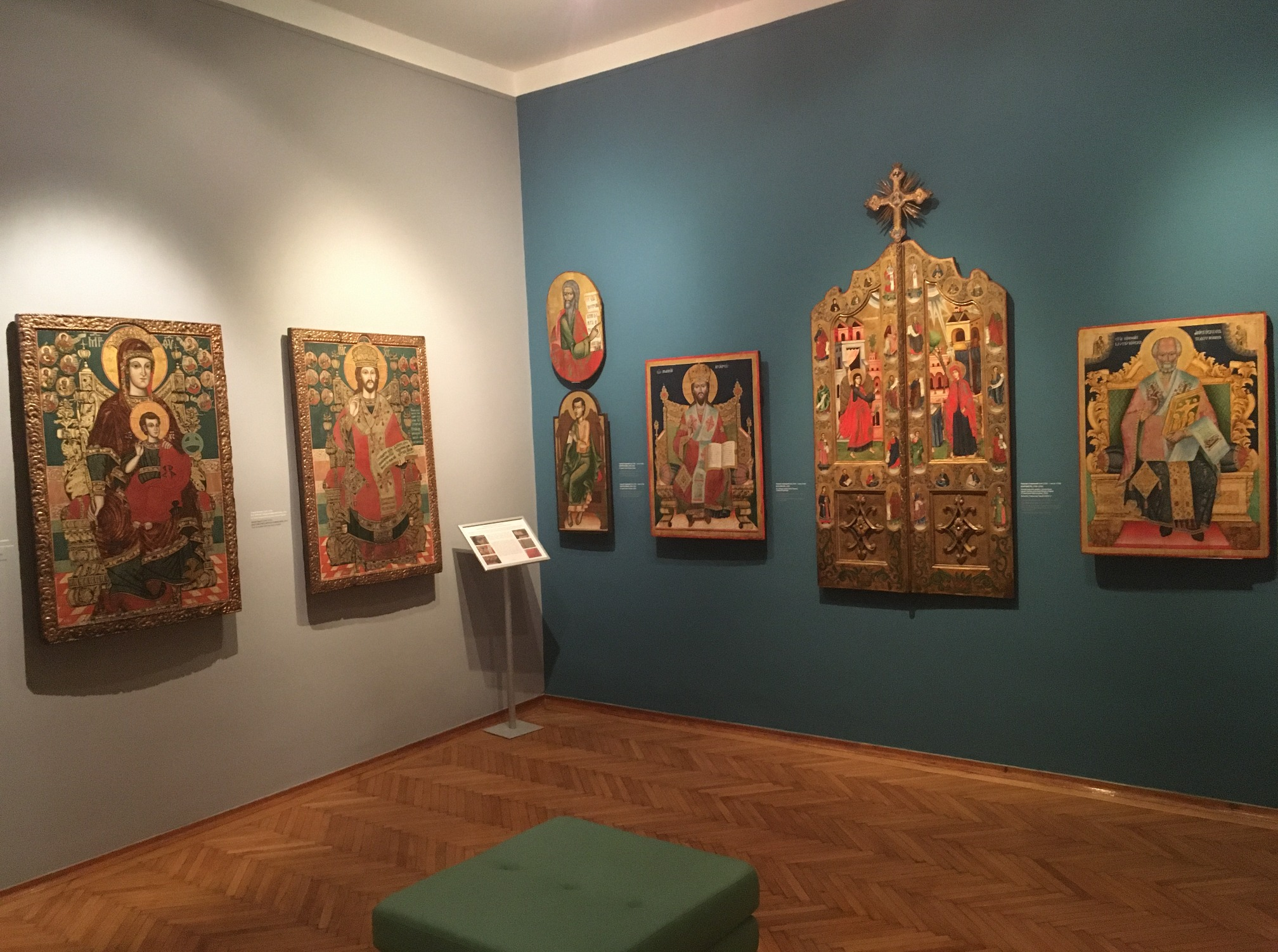
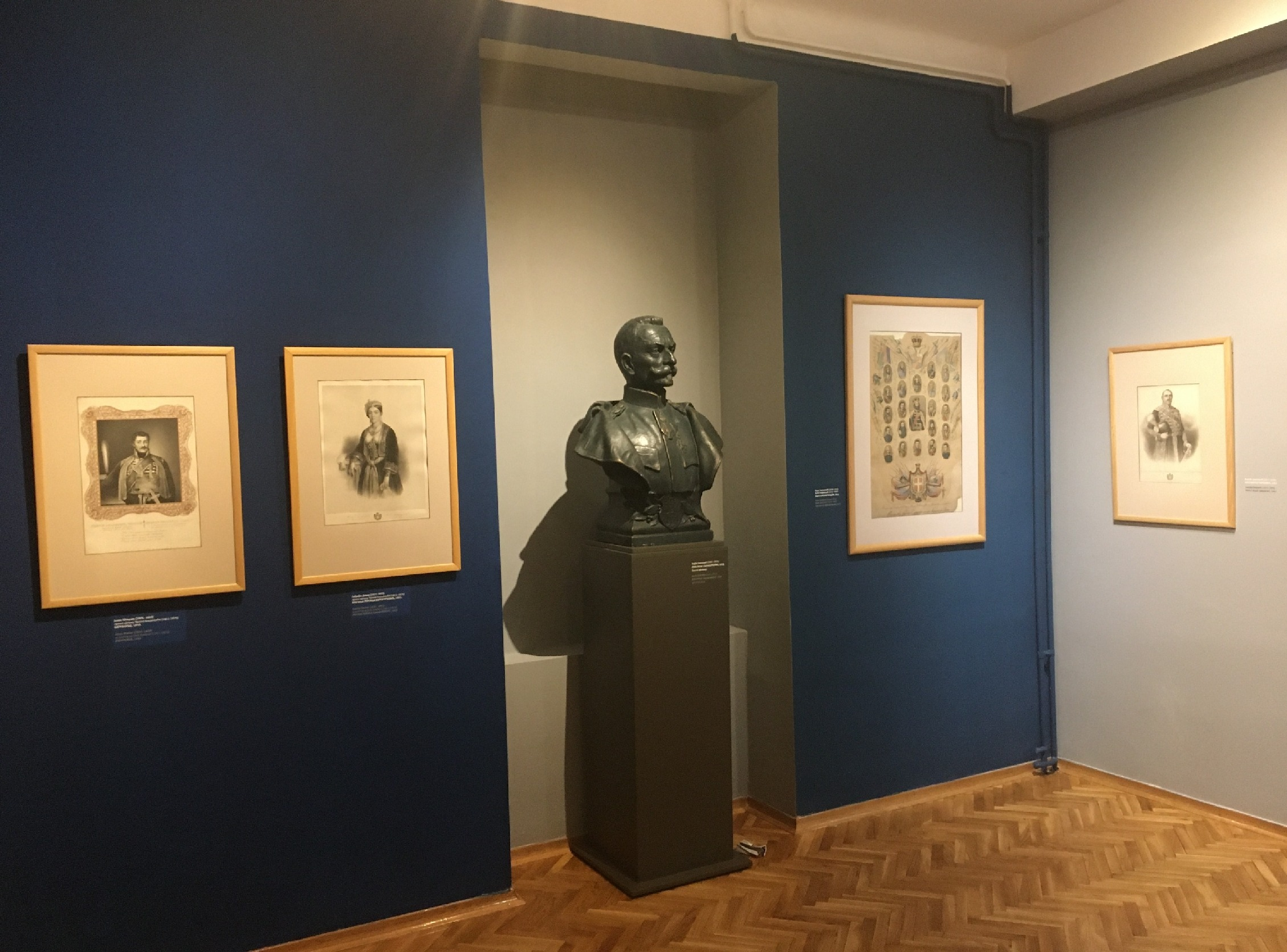
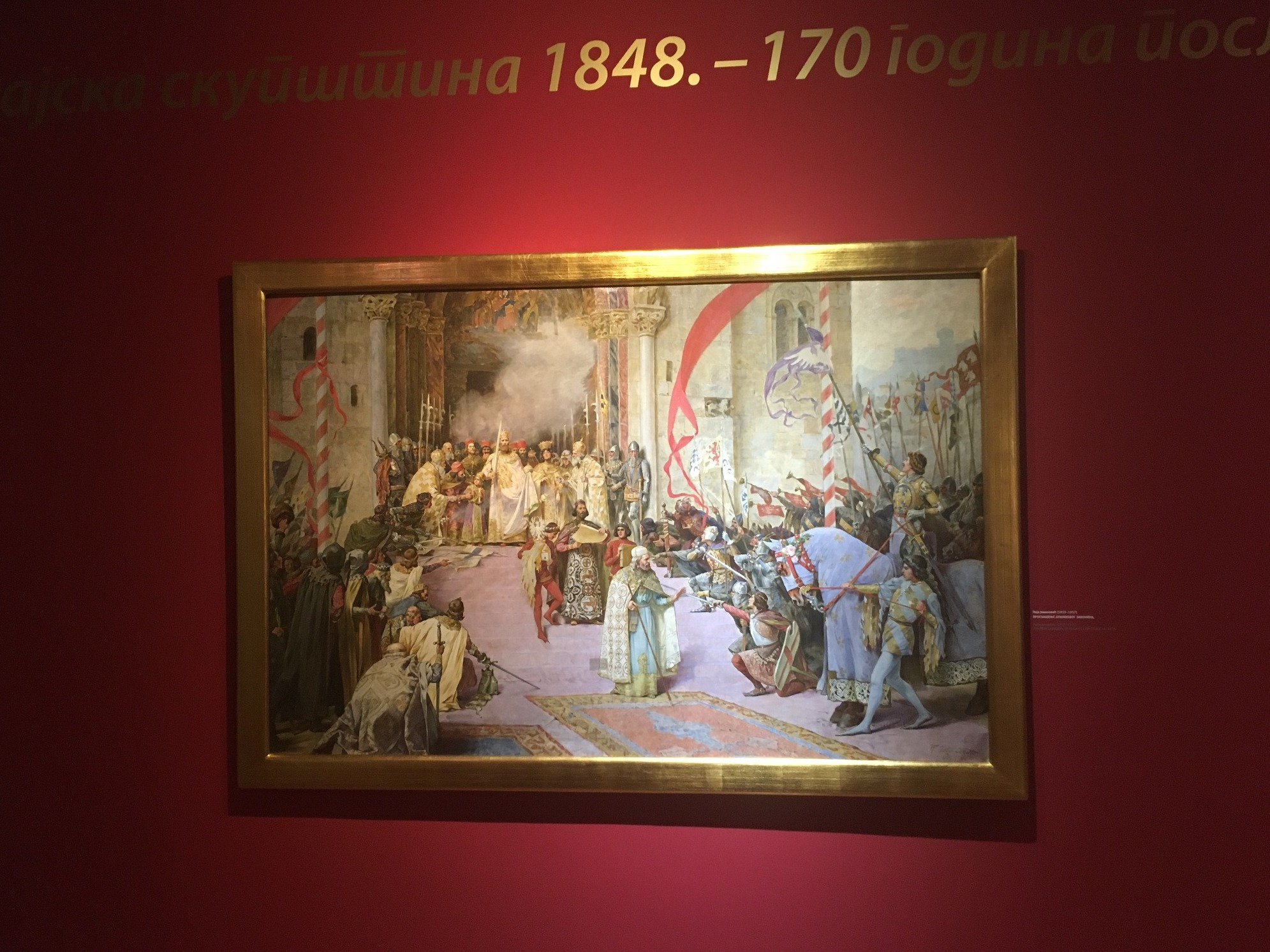
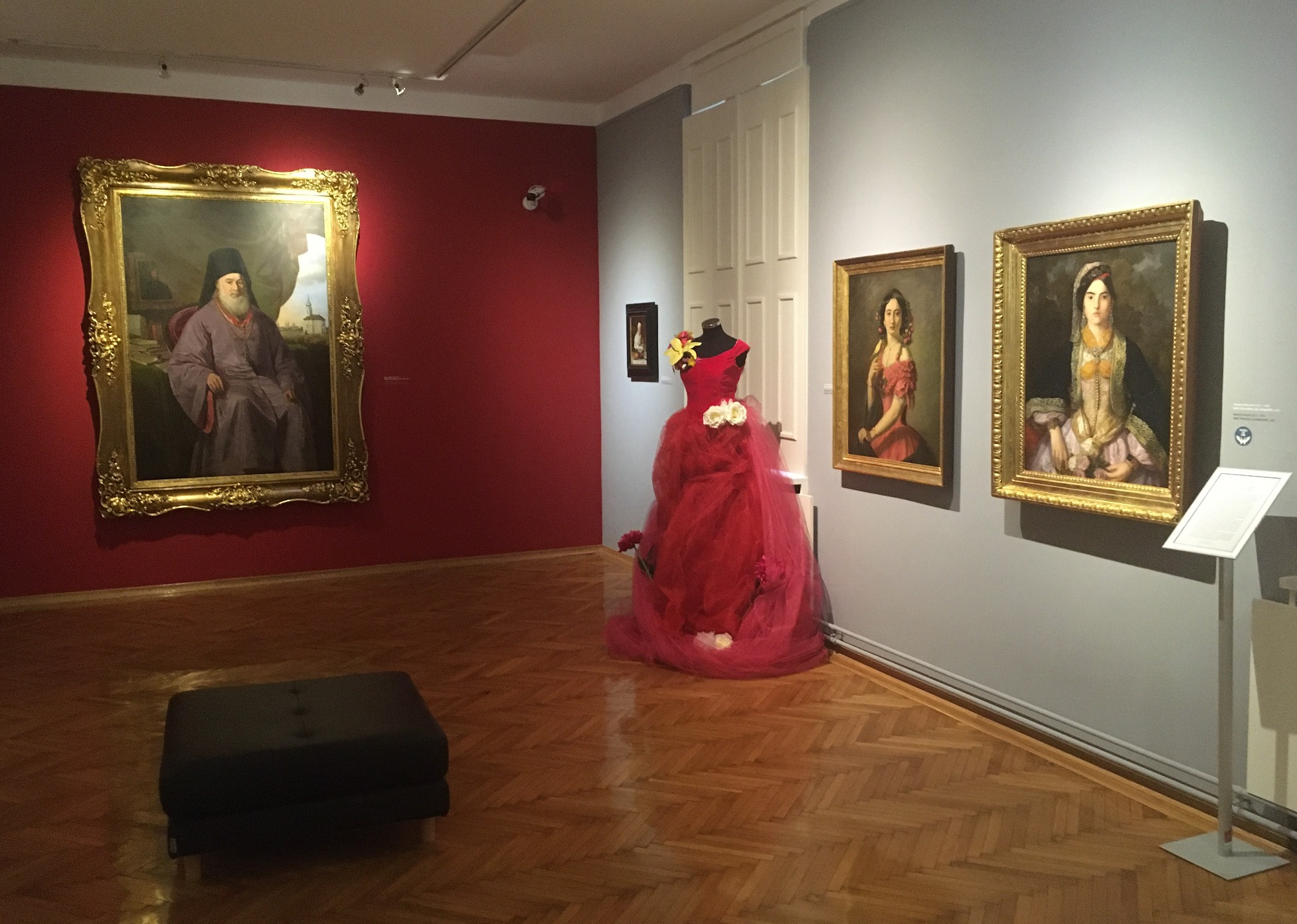
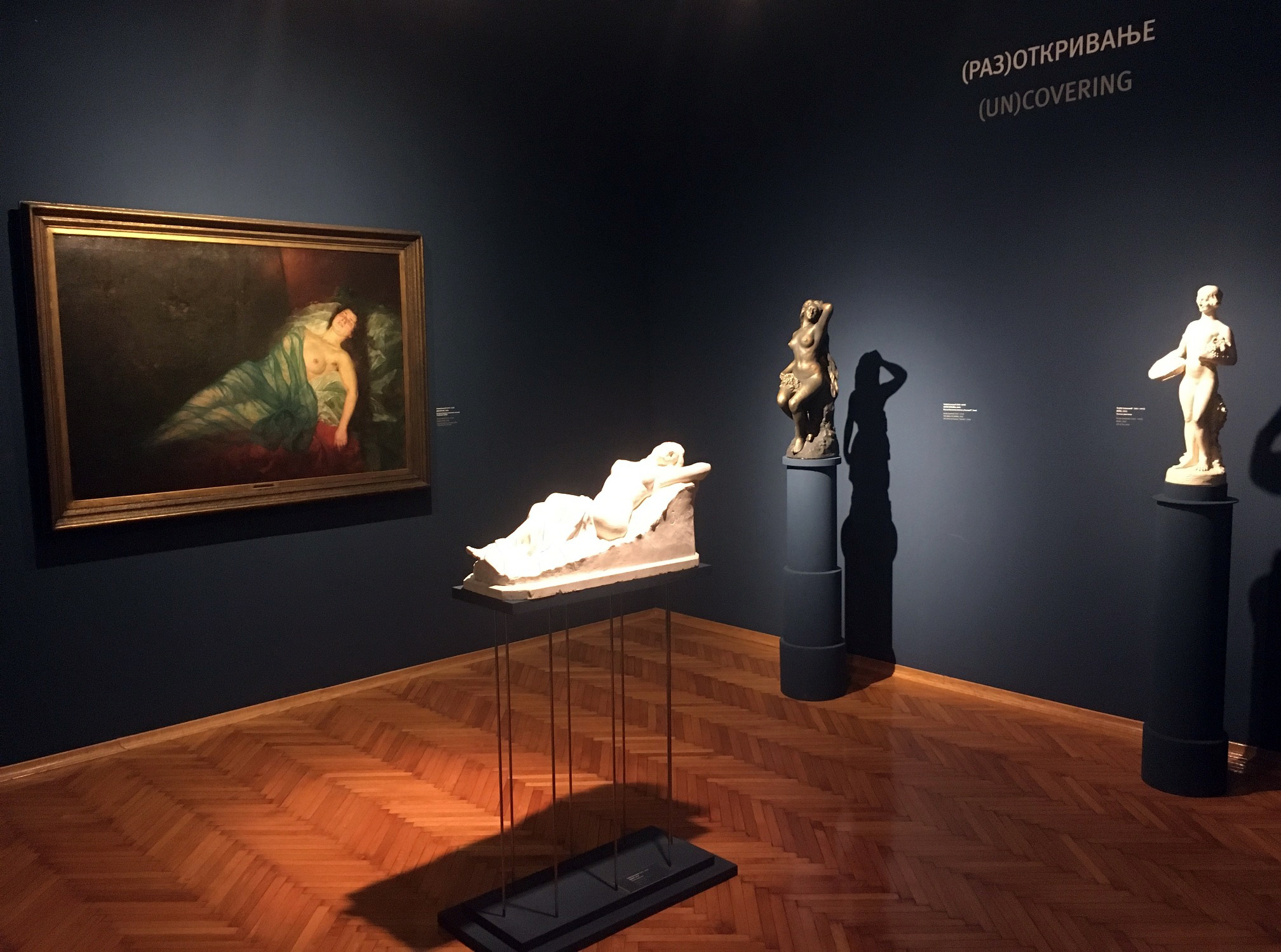
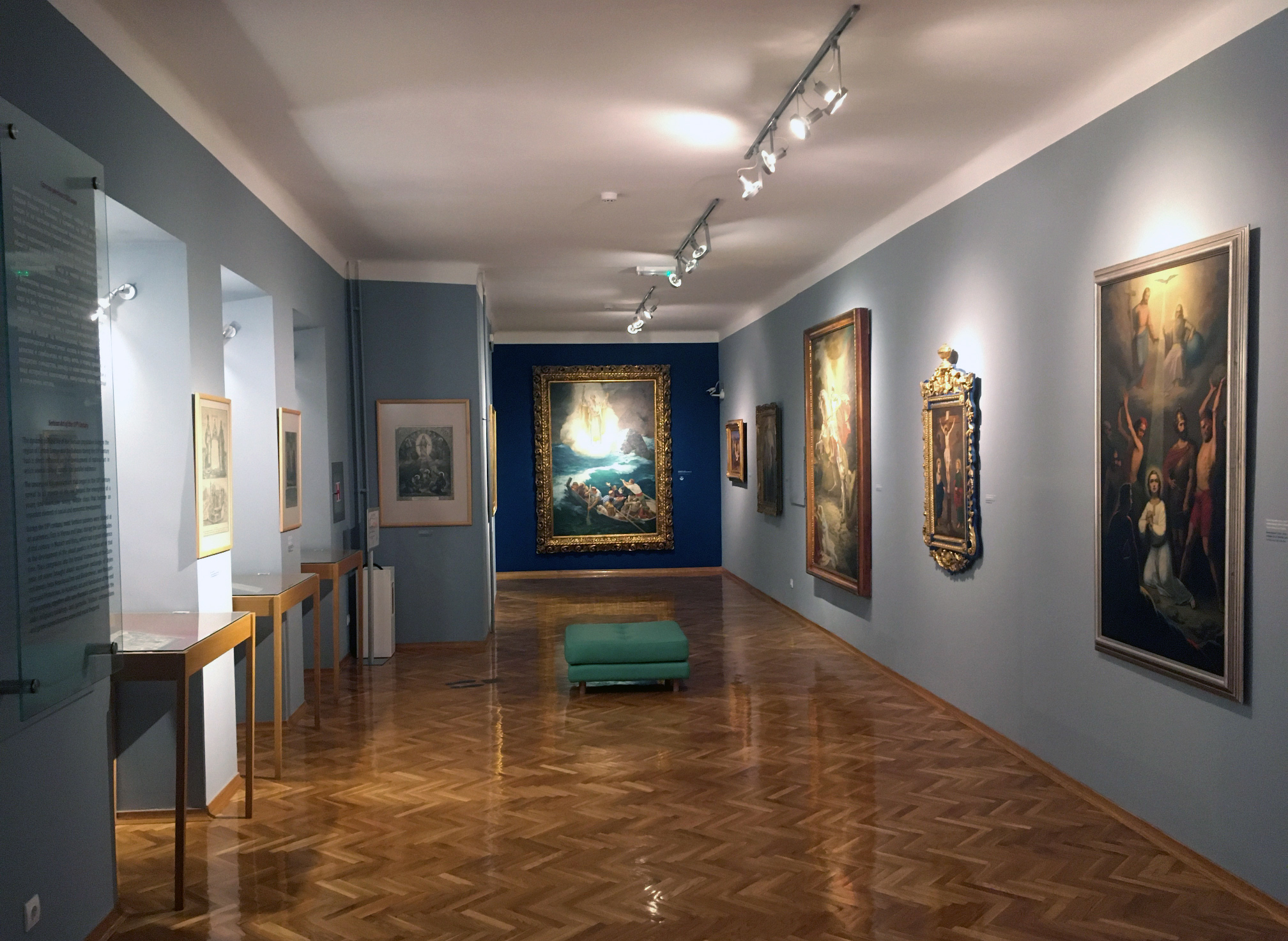
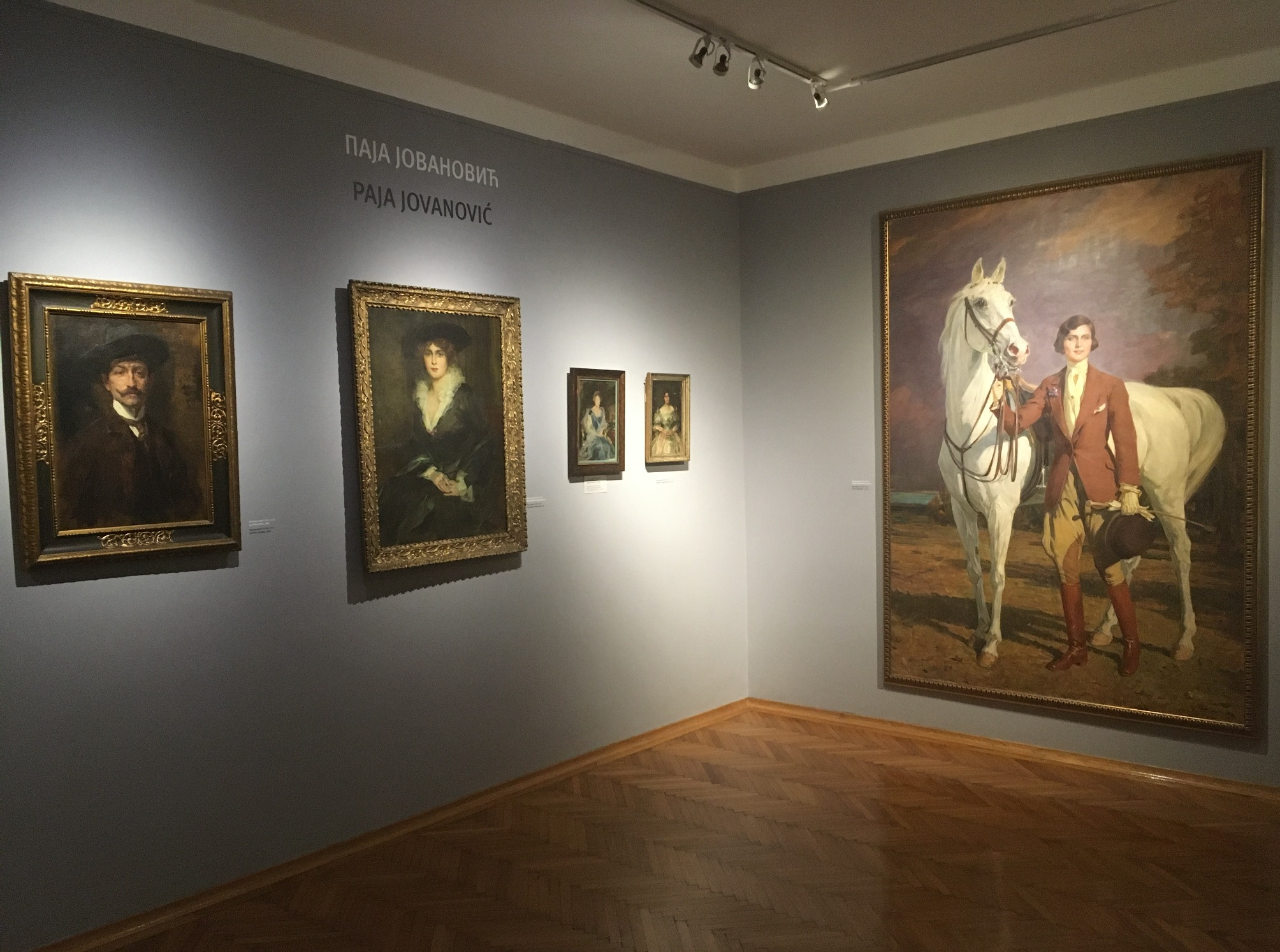
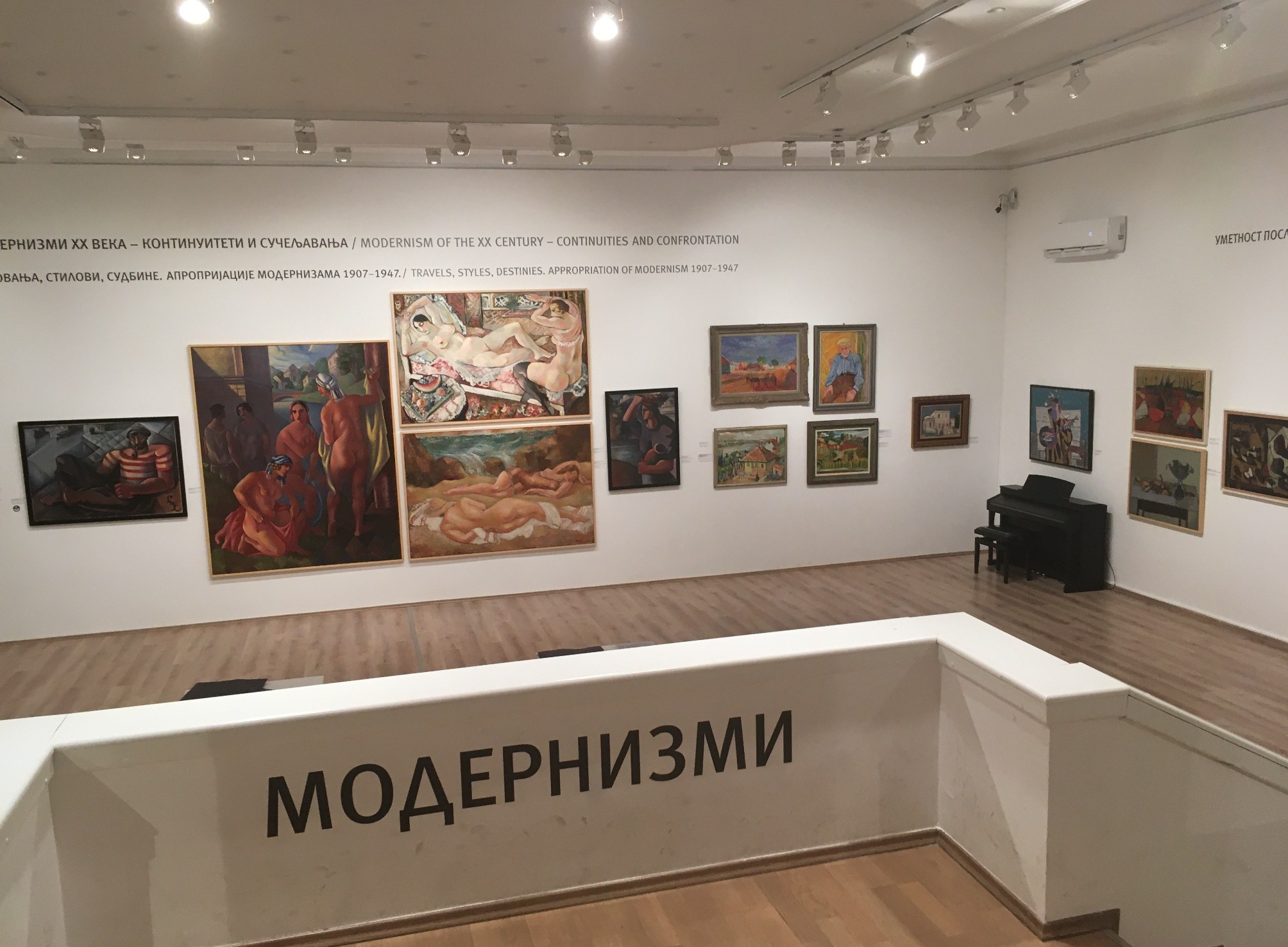
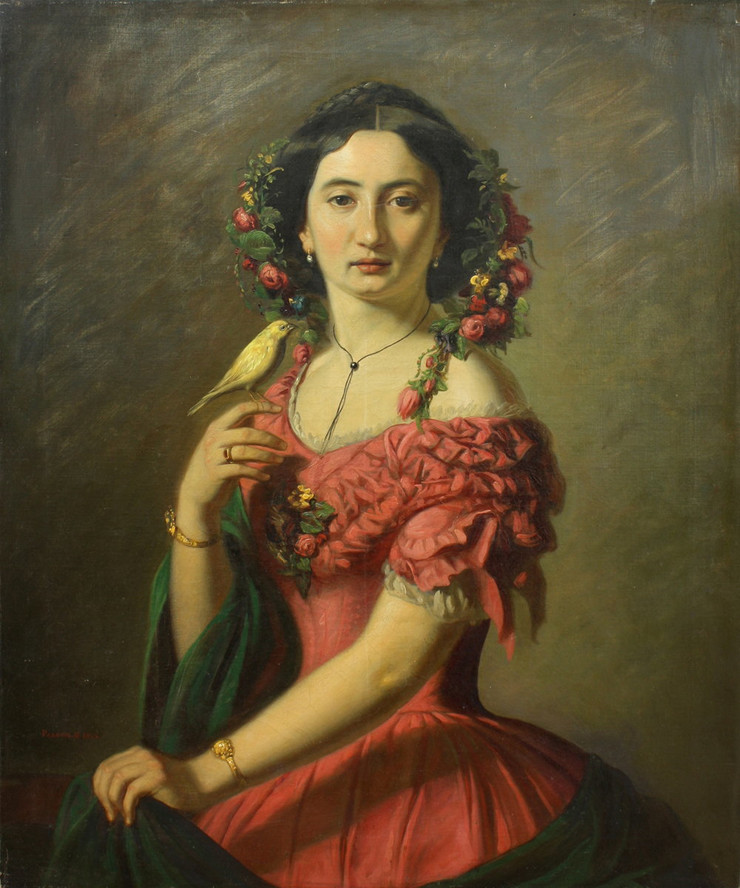
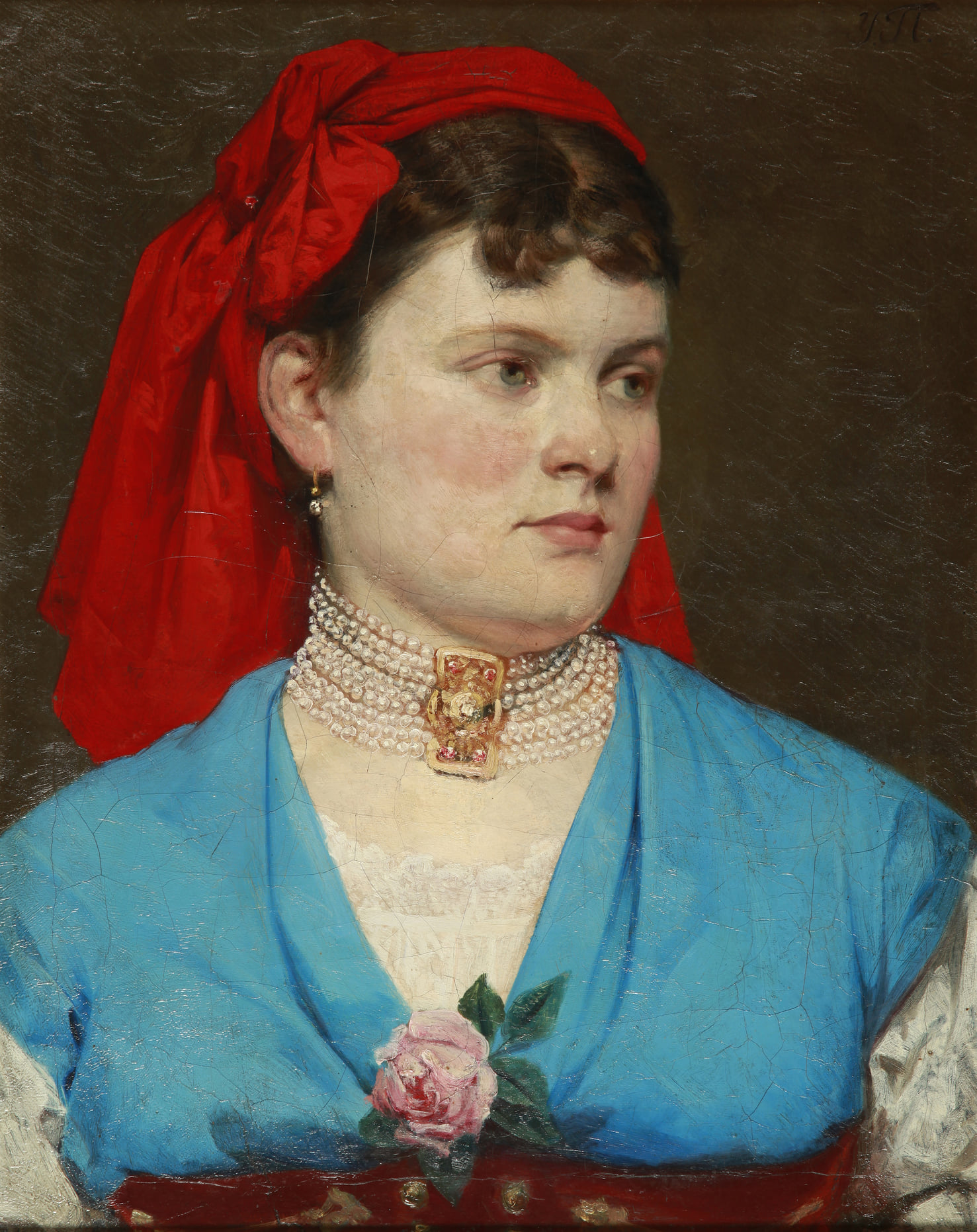